# Charencey (Orne)
Charencey ist eine französische Gemeinde mit 755 Einwohnern (Stand: 1. Januar 2022) im Département Orne in der Region Normandie. Sie ist dem Arrondissement Mortagne-au-Perche und dem Kanton Tourouvre au Perche zugehörig. 
Charencey entstand als Commune nouvelle im Zuge einer Gebietsreform zum 1. Januar 2018 durch die Fusion von drei ehemaligen Gemeinden, die nun Ortsteile von Charencey (sog. Communes déléguées) darstellen. Saint-Maurice-lès-Charencey fungiert dabei als „übergeordneter Ortsteil“ als Verwaltungssitz.

## Geografie
Charencey liegt etwa 58 Kilometer ostnordöstlich von Alençon und wird umgeben von Beaulieu im Norden, Armentières-sur-Avre im Norden und Nordosten, Rohaire im Nordosten, La Chapelle-Fortin im Osten, La Ferté-Vidame im Osten und Südosten, Marchainville und L’Hôme-Chamondot im Süden sowie Tourouvre au Perche im Westen und Südwesten. 
Durch die Gemeinde führt die Route nationale 12.

## Geschichte
Die kleine Ortschaft Charencey wurde 1815 nach Saint-Maurice-lès-Charencey eingemeindet.

## Gliederung
| Ortsteil                                      | ehemaliger INSEE-Code | Fläche (km²) | Einwohnerzahl (2022) |
| --------------------------------------------- | --------------------- | ------------ | -------------------- |
| Moussonvilliers                               | 61299                 | 21,94        | 213                  |
| Normandel                                     | 61311                 | 07,43        | 086                  |
| Saint-Maurice-lès-Charencey (Verwaltungssitz) | 61429                 | 16,19        | 456                  |

## Sehenswürdigkeiten

### Moussonvilliers
- Menhir Pierre Laval
- Kirche Notre-Dame-de-l'Assomption aus dem 16. Jahrhundert

### Normandel
- Kirche Saint-Firmin

### Saint-Maurice-lès-Charencey
- Kirche Saint-Maurice aus dem 12. Jahrhundert

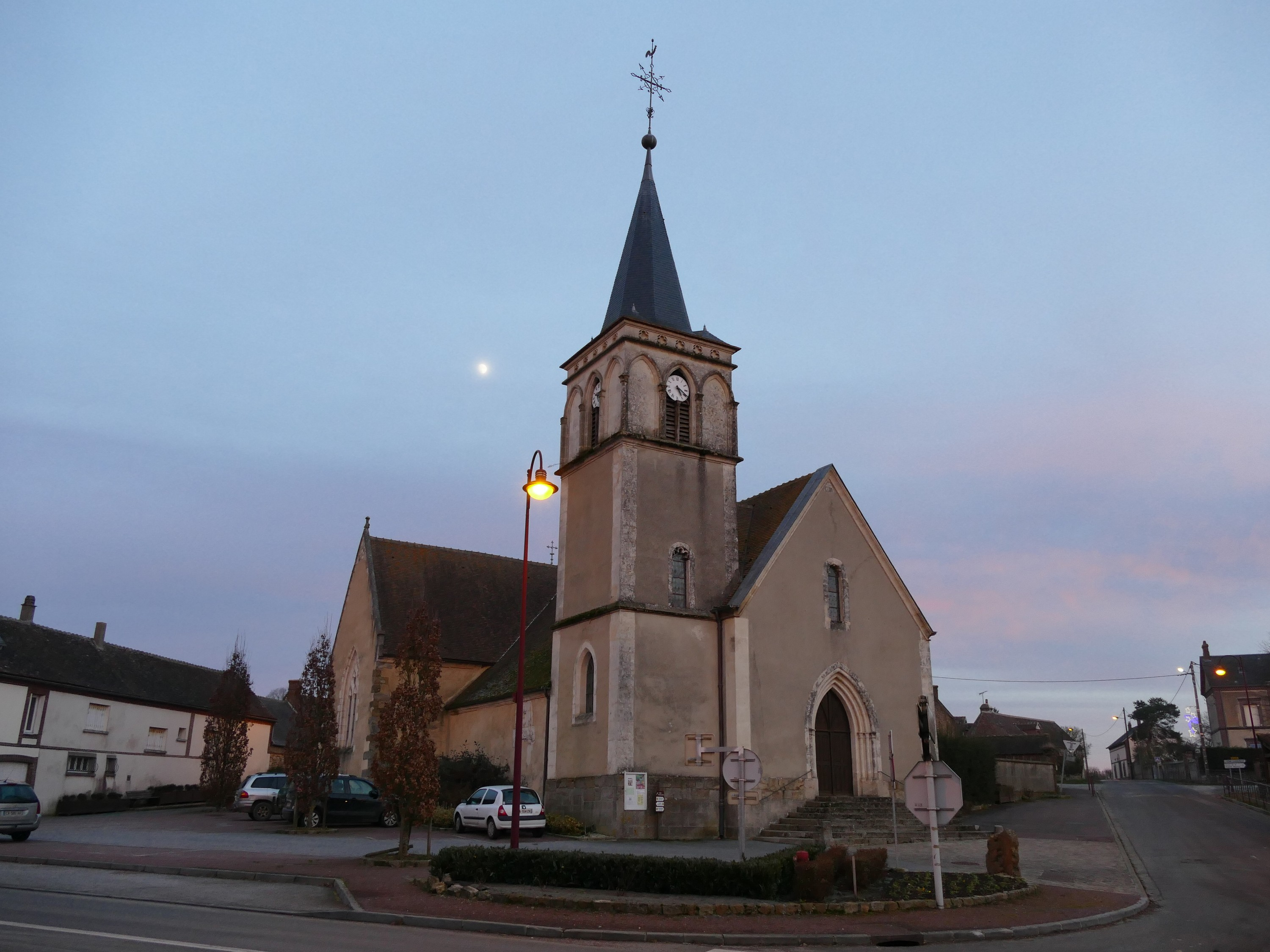
Kirche Saint-Maurice

- Schloss Champthierry